# Marty Chan
Marty Chan (* 11. Mai 1965 in Edmonton) ist ein kanadischer Schriftsteller chinesischer Herkunft.
Chan begann seine literarische Laufbahn 1994 mit der Rundfunkreihe The Dim Sum Diaries, in der er seine Erfahrungen als Sohn chinesischer Einwanderer in der kanadischen Prärie darstellte. 1995–96 wirkte er als Autor für die Fernsehserie Jake and the Kid. Seit 2002 entstanden mehrere Kinderbücher, daneben verfasste er Theaterstücke für
jugendliche Zuschauer.

## Werke
- The Mystery of the Frozen Brains, Kinderbuch, 2004
- The Mystery of the Graffiti Ghoul, Kinderbuch, 2006
- The Mystery of the Mad Science Teacher, Kinderbuch, 2008
- True Story, Kinderbuch, 2009
- The Forbidden Phoenix, Theaterstück
- Mom, Dad, I'm Living with a White Girl, Theaterstück
- Maggie's Last Dance, Theaterstück
- Polaroids of Don, Theaterstück
- The Bone House, Theaterstück
- A Hero for All, Theaterstück
- The Sword in the Stone, Theaterstück